# Лучка Река
Лучка Река (локално доста је уобичајен ијекавски назив Лучка Ријека) је насеље у општини Зубин Поток на Косову и Метохији. Атар насеља се налази на територији катастарске општине Лучка Река површине 1.369 ha. Историјски и географски припада Ибарском Колашину. Први писани споменик о Лучкој Ријеци је из 1762. године. Насеље је на јужним обронцима Рогозне. Налази се у пространом сливу Лучке реке, леве притоке Ибра. Долина реке и оближњих потока су толико дубоке да се само у доњим деловима јављају мања проширења-луке по којима је село добило име. По тим разбијеним проширењима се налазе групе од по 10-ак кућа, па је Лучка Река типичан пример разбијеног села ибарског типа. Највећи засеоци су: Видовице, Пролетиште, Черње, Ђерино Брдо, Паљево, Сигавац, Угарине и Радешевица. У дењем делу овог разбијено села се налази школа као црква. У скоро свим засеоцима постоје остаци старијег становништва, од којих су најважнији црквина у доњем делу Лучке Реке, на чијим је темељима подигнута и нова црква, и гробља у Преслу и Паљеву. У прошлости је ово било једно од највећих села у Ибарском Колашину, али је последњих деценија изражена депопулација огромних размера. Сматра се да ће се поправити популациони и економски опоравак села изградњом планираног магистралног пута Зубин Поток- Лучка Река- Нови Пазар. После ослобађања од турске власти место је у саставу Звечанског округа, у срезу митровичком, у општини лучко-речкој и 1912. године има 277 становника (заједно са засеоком Ранчићи).

## Демографија
Насеље има српску етничку већину.
Број становника на пописима:
- попис становништва 1948. године: 465
- попис становништва 1953. године: 377
- попис становништва 1961. године: 406
- попис становништва 1971. године: 368
- попис становништва 1981. године: 251
- попис становништва 1991. године: 151